# Liste der Kulturgüter in Schmiedrued
Die Liste der Kulturgüter in Schmiedrued enthält alle Objekte in der Gemeinde Schmiedrued im Kanton Aargau, die gemäss der Haager Konvention zum Schutz von Kulturgut bei bewaffneten Konflikten, dem Bundesgesetz vom 20. Juni 2014 über den Schutz der Kulturgüter bei bewaffneten Konflikten sowie der Verordnung vom 29. Oktober 2014 über den Schutz der Kulturgüter bei bewaffneten Konflikten unter Schutz stehen.
Es sind weder A-Objekte noch B-Objekte auf dem Gemeindegebiet ausgewiesen, Objekte der Kategorie C fehlen zurzeit (Stand: 1. Januar 2023). Unter übrige Baudenkmäler sind geschützte Objekte zu finden, die in der Bau- und Nutzungsordnung der Gemeinde verzeichnet sind.

## Übrige Baudenkmäler
| ID | Foto |                 | Objekt                                                         | Typ | Standort                                | Beschreibung |
| -- | ---- | --------------- | -------------------------------------------------------------- | --- | --------------------------------------- | ------------ |
| 1  | BW   | Datei hochladen | Weberei- und Heimatmuseum (ehemaliges Schul- und Gemeindehaus) | G   | Dorfstrasse 51.2 650425 / 235666        |              |
| 2  | BW   | Datei hochladen | Ehemaliges Bauernhaus (1828)                                   | G   | Dorfstrasse 28 650444 / 235697          |              |
| 3  | BW   | Datei hochladen | Ehemalige Hammerschmitte (17. Jh.)                             | G   | Matt 22.2 650782 / 236082               |              |
| 4  | ja   | Datei hochladen | Restaurant Pinte (1811/12)                                     | G   | Walde, Leestrasse 135 651096 / 234636   |              |
| 5  | ja   | Datei hochladen | Schulhaus Schiltwald (1911/12)                                 | G   | Walde, Schiltwald 104.2 651426 / 233563 |              |
| 6  | BW   | Datei hochladen | Wohnhaus (ehemaliger Speicher, 1911/12)                        | G   | Walde, Spycherweg 129 650960 / 234759   |              |
| 7  |      | Datei hochladen | Speicher (1774)                                                | G   | Walde, Hinter alter Post                |              |
| 8  |      | Datei hochladen | Wohnhaus (alte Post, 1924/25)                                  | G   | Walde, Dorfstrasse 261                  |              |

Hinweis zur Legende: Anstelle der KGS-Nummer wird als Objekt-Identifikator (ID) die Inventarnummer in der Bau- und Nutzungsordnung verwendet.